# Trophée Kay Suzanne de snooker 2011
Le Trophée Kay Suzanne 2011 est un tournoi de snooker classé mineur, qui s'est déroulé du 5 au 9 octobre 2011 à la South West Snooker Academy de Gloucester en Angleterre. Les joueurs sont vêtus de polos de couleur rose, afin de soutenir la lutte contre le cancer du sein. Paul Mount, le propriétaire de la South West Snooker Academy, a décidé de nommer le tournoi en hommage à sa sœur Kay Suzanne, décédée de ce cancer.

## Déroulement
Il s'agit de la septième épreuve du championnat européen des joueurs, une série de tournois disputés en Angleterre (7 épreuves) et en Europe (5 épreuves), lors desquels les joueurs doivent accumuler des points afin de se qualifier pour la grande finale à Galway.
L'événement compte un total de 213 participants, dont 128 ont atteint le tableau final. Le vainqueur remporte une prime de 10 000 £.
Le tournoi est remporté par Ronnie O'Sullivan qui bat Matthew Stevens en finale, sur le score de 4 manches à 2. O'Sullivan n'a concédé que huit manches dans la totalité du tournoi et devient le premier joueur a s'adjuger deux épreuves sur le circuit européen lors d'une même saison.

## Dotation
La répartition des prix est la suivante :
- Vainqueur : 10 000 £
- Finaliste : 5 000 £
- Demi-finaliste : 2 500 £
- Quart de finaliste : 1 500 £
- 8èmes de finale : 1 000 £
- 16èmes de finale : 600 £
- Deuxième tour : 200 £
- Dotation totale : 50 000 £

## Phases finales
|  | Quarts de finale au meilleur des 7 manches | Quarts de finale au meilleur des 7 manches | Quarts de finale au meilleur des 7 manches |                 |                   | Demi-finales au meilleur des 7 manches | Demi-finales au meilleur des 7 manches | Demi-finales au meilleur des 7 manches |  |  | Finale au meilleur des 7 manches | Finale au meilleur des 7 manches | Finale au meilleur des 7 manches |
|  |                                            |                                            |                                            |                 |                   |                                        |                                        |                                        |  |  |                                  |                                  |                                  |
|  |                                            | Ronnie O'Sullivan                          | 4                                          |                 |                   |                                        |                                        |                                        |  |  |                                  |                                  |                                  |
|  |                                            | Liu Chuang                                 | 1                                          |                 |                   |                                        |                                        |                                        |  |  |                                  |                                  |                                  |
|  |                                            | Liu Chuang                                 | 1                                          |                 | Ronnie O'Sullivan | 4                                      |                                        |                                        |  |  |                                  |                                  |                                  |
|  |                                            |                                            |                                            |                 | Ronnie O'Sullivan | 4                                      |                                        |                                        |  |  |                                  |                                  |                                  |
|  |                                            |                                            | Michael White                              | 2               |                   |                                        |                                        |                                        |  |  |                                  |                                  |                                  |
|  |                                            | Michael White                              | Michael White                              | 2               | 4                 |                                        |                                        |                                        |  |  |                                  |                                  |                                  |
|  |                                            | Michael White                              |                                            |                 | 4                 |                                        |                                        |                                        |  |  |                                  |                                  |                                  |
|  |                                            | Kyren Wilson                               | 1                                          |                 |                   |                                        |                                        |                                        |  |  |                                  |                                  |                                  |
|  |                                            |                                            |                                            |                 |                   |                                        |                                        |                                        |  |  |                                  | Ronnie O'Sullivan                | 4                                |
|  |                                            |                                            |                                            | Matthew Stevens | 2                 |                                        |                                        |                                        |  |  |                                  |                                  |                                  |
|  |                                            | Matthew Stevens                            | 4                                          |                 |                   |                                        |                                        |                                        |  |  |                                  |                                  |                                  |
|  |                                            | Shaun Murphy                               | 2                                          |                 |                   |                                        |                                        |                                        |  |  |                                  |                                  |                                  |
|  |                                            | Shaun Murphy                               | 2                                          |                 | Matthew Stevens   | 4                                      |                                        |                                        |  |  |                                  |                                  |                                  |
|  |                                            |                                            |                                            |                 | Matthew Stevens   | 4                                      |                                        |                                        |  |  |                                  |                                  |                                  |
|  |                                            |                                            | Jimmy Robertson                            | 0               |                   |                                        |                                        |                                        |  |  |                                  |                                  |                                  |
|  |                                            | Jamie Jones                                | Jimmy Robertson                            | 0               | 2                 |                                        |                                        |                                        |  |  |                                  |                                  |                                  |
|  |                                            | Jamie Jones                                |                                            |                 | 2                 |                                        |                                        |                                        |  |  |                                  |                                  |                                  |
|  |                                            | Jimmy Robertson                            | 4                                          |                 |                   |                                        |                                        |                                        |  |  |                                  |                                  |                                  |

## Finale
| Finale au meilleur des 7 manches Arbitre : Brendan Moore |                          |                                |
| Ronnie O'Sullivan Angleterre                             | 4 - 2 ( - )              | Matthew Stevens Pays de Galles |
| 0 95                                                     | Centuries Meilleur break | 1 127                          |
| Ronnie O'Sullivan remporte le Trophée Kay Suzanne 2011   |                          |                                |